# Netmage
Netmage è stato un festival Internazionale di Arte elettronica prodotta e curato da Xing dal 2001 al 2011 nella città di Bologna, che ha proposto nel corso delle undici edizioni un programma di lavori multidisciplinari con l'intento di investigare e promuovere la ricerca audiovisuale contemporanea. Il festival nasce nel 2000 con un fondo dell'Unione europea, anno in cui Bologna rappresentò una delle nove capitali europee della cultura. Il festival presenta ogni anno happening e ambienti ed installazioni audio/video aprendo una finestra su nuove scene e comunità delle sottoculture.
Dal 2012 è confluito nel nuovo progetto di Xing: Live Arts Week.

## Mission
Netmage si propone di indagare il rapporto tra la "vitalità" e "spazio ambientale". All'incrocio di questi due termini si trova il concetto di "post-cinema", ossia un ambiente in grado di raccogliere costruzioni molto diverse di un pubblico con mentalità ed attitudini differenti in uno spazio pubblico. Il Post Cinema/Postmemory è un cinema fatto di multi-proiezioni su un certo numero di schermi, senza posti a sedere, moltiplicando tracce narrative, possibili punti di vista, posizioni fisiche degli spettatori; fornendo una rimozione forzata dello straniamento tipico dello spettatore del XX secolo (il buio della sala, l'isolamento fisico e percettivo, una visione prospettiva monodirezionale) che evocano il mondo dei primi happening degli anni '60, la filosofia del cinema espanso, e successive sperimentazioni installative multimediali degli anni '80.

## Storia
La prima edizione del festival si è svolta in uno spartiacque storico che vide da un lato le ultime esperienze d'avanguardia e videoarte del XX secolo e dall'altro verso un nuovo fronte ancora indefinito, mentre l'intero mondo della produzione di ricerca visiva era pronto ad una svolta verso il digitale.
Nel campo della musica, gli anni '90 avevano già anticipato una grande quantità di quella che poi sarebbe visto nel mondo delle arti visive, indicando la strada verso una radicale trasformazione di tecniche, linguaggi e modalità di consumo culturale. Netmage si è distinto da altri festival dedicati all'elettronica e nati nel mondo del clubbing, concentrandosi sulla produzione di immagini, immaginari e visioni universalmente condivise. In undici edizioni Netmage ha prodotto e ospitato più di duecento progetti provenienti da oltre trenta paesi (tra cui Europa, Asia, Americhe, Oceania). La selezione dei progetti presentati si svolge con un modulo di iscrizione, distribuiti ogni anno on line, che ha attratto oltre duemila demo e proposte video, offrendo una panoramica sulle evoluzioni più recenti di immaginari tecnologici e delle molteplici correnti.

### Netmage 2001
- Yann Beauvais[7]/Thomas Köner (FR/DE) Quatr'un
- Alexander Hahn(US)[8] Memory of Present
- Granular synthesis[9] (AU) POL
- Studio Azzurro[10] (IT) Landing Talk
- Romeo Castellucci/Socìetas Raffaello Sanzio[11] (IT) Mene Tekel Peres
- Umberto Bignardi/Alvin Curran (IT) Ritorno alla città
- Kinkaleri[12] (IT) Esso
- Pan Sonic (FI)
- Cold Cut/Hexstatic (GB) Vision Live
- Mika Vainio (FI)
- Jurgen Reble[13] (DE)

### Netmage 2002
- Reel Crew/Dj Seam (GB)
- Mordka[14]/ Jake Mandell[15](US)
- Visual Kitchen Vsw/Styrofoam (BE)
- Sun Wu-Kung (IT)
- Lleuchtmittell (II_II)[16]/Bernd Karner (DE)
- Visomat Inc.[17]/Dj Shake (DE)
- Norscq[18] presented by Batofar-Paris (FR)
- Ogino Knauss[19] (IT)
- Karø Goldt[20]/Rashim (AT)
- VDJ Safy Sniper[21] (DE/IL)
- Qubo Gas[22] (FR)
- J-Star screening by Onedotzero[23] (GB)
- Farmers Manual (AT)
- Dat Politics[24] presented by Batofar-Paris (FR)
- Motus[25] (IT) Room 101

### Netmage 2003
- Tim Etchells (Forced Entertainment[26]) (UK) DownTime, Taxonomy(Death Stories), Everything
- Christian Fennesz/Claudio Sinatti[27] (AU/IT) Far From Here
- Cane Capovolto[28] (IT) Stereo #1
- Otolab[29] (IT)
- Mikomikona (DE)
- Mordka (US)
- Monitor Automatique (DE)
- Teatrino Clandestino (IT) Prima l'immagine e poi il titolo
- Superstereo/BHF feat. Patrick Tuttofuoco
- n:ja/Dietmar Schwarzler
- D-Fuse[30] (DE) Gravity
- Bas Van Koolwijk[31] (NL)
- KMH (DE)
- Ogino Knauss[19] (IT)
- Semiconductor[32](UK)
- General Magic & Pita Feat. Tina Frank
- Qubo Gas[22]/Scratch Pet Land Baover (FR) Tit
- Tarwater
- Jollymusic

### Netmage 2004
- The Users[33] (CA)
- Alex Adriaansens (NL) V2
- Mylicon/EN/Domenico Sciajno (IT)
- Skoltz_Kolgen (CA)
- Kim Cascone (US)
- Z_e_l_l_e (Nicola Catalano/Maurizio Martusciello) (IT)
- Radian[34] (AT)
- Fanny & Alexander/Zapruder filmmakersgroup (IT) Villa Venus (il giardino delle delizie)
- Mille Rechenzentrum[35] (DE) Rechenzentrum
- Strohmann /Bruckmayer/Jade (AT)
- Mugen (Alessandro Canova) (IT)
- Richard Chartier[36] (US)
- Saule (BE)
- Wang Inc.[37]/Saul Saguatti (IT) Woods Roads
- Thomas Köner[38] (DE) Banlieue du video
- Philippe Petit (FR)
- Tonne (FR/UK) Soundtoys
- Hanna Kuts/Viktor Dovhalyuk (DE) Akuvido
- Otolab[29] (IT)
- Scanner (UK) 52 Pages
- Thomas Köner/Asmus Tietchens (DE) Kontakt der Junglinge
- Mou, Lips! (IT)
- Tatiana, GGTarantola, BO130, Unz, Microbo, Dario Panzeri, Matteo Mariano (IT) Un'impurità non calcolata
- Tonne (UK)
- Teamtendo (FR)
- Little Fluffy Luke (Gianluca Tinarelli) (IT)
- Francesco del Garda (IT)
- Emmanuel Gonay/Xavier Garcia-Bardon

### Netmage 2005
- Dmitry Gelfand/EvelinaDomnich (RU/US) Cemra Lucida
- [sic]/triPhaze (Jen Morris/Marek Brandt) (CA/DE) Organic Debris
- Greg Davies/Sebastien Roux/Mattia Casalegno (US/FR/IT) Grain Scape (by no.signal)
- Vincent Epplay/Antoine Schmitt (FR/DE) Display Pixel
- Oren Ambarchi/Jon Wozencroft (AU/UK)
- Staalplaat[39] SoundSystem(NL/DE) Yokomono
- Antiopic[40](US)
- Patrick Fontana/Emeric Aelters/Pierre Ives Fave(FR) Grenze
- Anthony Pateras/Robin Fox (AT)
- Phil Niblock/Thomas Ankersmit (US/NL) (no.signall)
- Pirandelo (Claudio Sinatti[27]/Andrea Gabriele/Marita Cosima) (IT)
- Carlos Giffoni[41] (US)
- Ateleia(james Elliot)/Sadek Bazaraa (US)
- Scape-Berlin[42]
- Ogino Knauss[19](IT)
- Bas Van Koolwijk[31]/Christian Toonk (NL) RGB
- Jan Jelinek/Karl Kliem (DE) Sound and Images
- Monolake[43]/Deadbeat (DE/CA) Atlant Waves
- Pierpaolo Leo/Claudio Sinatti[27] (IT)
- Ellen Alien[44] (DE)
- Will Guthrie (AUS)

### Netmage 2006
- Nico Vascellari/With Love (IT) A Great Circle #6
- Katherine Liberovskaya/o.blaat (CA/US)
- Molair/Avatam (FR)
- Sinistri++/Andy Simionato & karen Ann Donnachie (IT/AT) The single Unit of Beauty.
- Electric Indigo (AT)
- Qubo Gas[22] (FR) Baover tit
- Cineplexx(Sebastian Litmanovich)/Abe(Alex Beltran) (AR/ES)
- Ministry of Defiance (David Handford) (UK)
- Andrea Dojmi/Port Royal (IT) Education and protecion of our children #2
- Arto Lindsay/Dominique Gonzalez Foerster (US/FR) Ipanema Théories
- @c/Lia (PT/AT)
- Boris Debackere/Brecht Debackere (B/NL) Rotor
- Pierpaolo Leo/Claudio Sinatti[27] (IT)
- Carsten Nicolai (DE)
- Lee Van Dowski (CH)
- Remute (DE)
- Ferran Fages/Will Guthrie/Jean-Philippe Gross (ES/AU/FR)
- Arto Lindsay (US) Garden of self regard
- Kurt Hentschlager[45] (AT) Feed
- Carola Spadoni/Zu[46] (IT) Live Through This
- Simone Tosca[47](IT) Ear
- ZimmerFrei[48] (IT) Study for a portrait

### Netmage 2007
- Kinkaleri[12] (IT) Uh!
- Onda/Oren Ambarchi/Alan Licht (JP/AU/US) Cinemage
- John Duncan/Leif Elggren (US/SE) Something Like Seeing In The Dark
- Emiliano Montanari, David Lynch, Angelo Badalamenti, Trentemøller feat. DJ T.O.M., Enrico Ghezzi, Asja Bettin, and shortcircuits with Thomas Pynchon, Paul Virilio, Hideo Kojima Eyerophany
- Studio Brutus/Citrullo Int./Taxonomy (IT) H2O
- Kjersti Sundland/Anne Bang-Steinsvik (NO) Monstrous Little Women
- Carlos Casas[49]/Sebastian Escofet (ES/AR) Siberian Fieldworks (Fieldworks#10)
- Charles Atlas/Chris Peck (US) The Intensity Police Are Working My Last Gay Nerve
- Milanese(Stephen Whetman) (UK) (by PDF)
- David Lynch (US) Inland Empire
- Invernomuto[50]/Moira Ricci (IT) Bissera
- Opificio Ciclope[51]/Egle Sommacal (IT) Rapsodia della Santa Muerte
- Armin Linke[52]/Carl Michael von Hausswolff (IT/SE) Details
- Roberto Mendoza (MX)
- Glimpse (UK)
- Robert Babicz[53] (DE)
- Will Guthrie (AU)
- Mattin (ES)
- Thomas Ankersmit(NL)
- Philip Jeck[54] (UK)

### Netmage 2008
- Visomat Inc.[17]/Errorsmith (DE) Halbzeug - Surface RefinementDerek
- Derek Holzer[55]/Sara Kolsterr[56] (US/NL) Tonewheels
- Nastro Mortal[57](IT)
- VON[58](ES/IT) - Choir
- Pita/Jade (GB/AT)
- Anaisa Franco/Theo Firmo (BR/ES)
- Jade Boyd/Simona Barbera (AU/IT-NL) Overground
- Dafne Boggeri/Rhythm King And Her Friends (IT/DE) You can wake up now, the universe has ended
- Olyvetty[59] (aka Riccardo Benassi, Claudio Rocchetti) (IT) Nights Erase Days Erase Nights
- Chelpa Ferro[60] (BR)
- Russell Haswell/Florian Hecker (UK/DE) UPIC Diffusion #15, #16
- Ricardo Caballero (MX)
- emiter_francza (aka Marcin Dymiter, Ludomir Franczak) (PL)
- Luka Dekleva, Luka Princic, Miha Ciglar (SL) FeedForward Cinema
- Safy Sniper (DE-IL)
- Doravideo (JP)
- Julieta Aranda (MX)
- Mylicon/EN (IT)
- Demons, Prurient/ Carlos Giffoni[41] (US/VE)
- REV99 ( aka 99 Hooker/Jin Hi Kim) (US, KR)
- Silver Apples with Bec Stupak (US) Joshua Light Show
- Los Super Elegantes[61] (MX/AR)
- Paul Kalkbrenner (DE)
- Ben Klock (DE)
- Zapruder filmmakersgroup (IT) DAIMON (Cinema da camera/Anaglyph projection)
- Edwin van der Heide (NL) Pneumatic Sound Field
- Mirco Santi, Andrea Belfi (IT) Stillivingrooms

### Netmage 2009
- Pete Swanson/John Wiese[62]/Liz Harris (US)
- Pierre Bastien (FR)
- ATAK NIGHT: Keiichiro Shibuya/Evala (JP)
- Growing (US)
- Keiji Haino (JP)
- Invernomuto[63] (IT)
- Sunburned Hand of the Man (US)
- Emeralds[64] (US)
- Németh/Lotte Schreiber (AT)
- Andrea Dojmi/Flushing Device (IT)
- Mudboy[65] (US)
- Black Dice (US)
- The Skaters /Roland Lethem (US/BE)
- Pascal Battus/Kamel Maad (FR)
- Mattin/" " [sic] Goldie[66] (ES/GB)
- Thomas Ankersmit/Valerio Tricoli (NL/IT)
- Virgilio Villoresi[67]/Dominique Vaccaro[68]/Angstarbeiter (IT)
- Camilla Candida Donzella[69](IT)
- Bock & Vincenzi[70] (GB)

### Netmage 2010
- Rachida Ziani[71]/Dewi de Vree[71] (NL/FR) Elektrolab
- Francesco Cavaliere/Marcel Türkowsky (IT/DE)
- Harappian Night Recordings (UK)
- The Hunter Gracchus (UK)
- Lee Hangjun/Hong Chulki (KR)
- My Cat Is an Alien (IT)
- Ectoplasm Girls (SE)
- The Magic State (SE)
- Be Maledetto Now (IT)
- Richard Lainhart (US)
- Cluster (DE)
- Canedicoda[72] (IT)
- Nassa (Nadow Assor/Surabhi Saraf) (US)
- André Gonçalves[73] (PT)
- Es (FN)
- Margareth Kammerer/Andrea Belfi/Stefano Pilia/Daniela Cattivelli/Michaela Grill (IT/DE/AT)
- Carlos Casas (ES)
- Vincent Dupont (FR)
- Nana April Jun (SE)
- Aaron Dilloway (US)

### Netmage 2011
- Massimiliano Nazzi (IT) Life Kills
- Barokthegreat[74]/Michiel Klein (IT/NL) Russian Mountains
- ZAPRUDER filmmakersgroup[75] (IT) Criptofonia
- Gaëtan Bulourde[76]/Olivier Toulemonde[77] (FR/DE) Not every object used to nail is a hammer
- Calhau![78] (PT) Quadrologia Pentacònica
- James Ferraro (US) Toilet Toad T.V. Overdrive
- Bruce McClure (US) Se Volessi Fare Un Fuoco Che Seza Dano Infuocherebbe Una Sala, Farai Così
- Cao Guimarães[79]/O Grivo (BR)
- Ries Straver/Adam Lieber (NL/SA) Mute Dog Loffa
- Thomas Köner/Jürgen Reble[80] (DE) Camera Obscura
- Home Movies[81] / In Zaire (IT) Paper Mache
- Luke Fowler/Keith Rowe/Peter Todd (UK) The Room
- Prince Rama (US) I Want My Life Back
- Pippi Langstrumpf (IT)